# Waco C-72

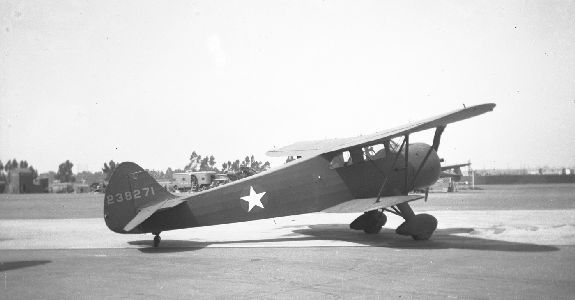
Waco UC-72

Waco C-72, o semplicemente C-72, fu una generica designazione militare con cui si faceva riferimento ad una serie di modelli a velatura biplana e cabina di pilotaggio chiusa sviluppati dall'azienda statunitense Waco Aircraft Company (WACO) per il mercato dell'aviazione generale in servizio nella United States Army Air Forces, la componente aerea dello United States Army (l'esercito statunitense) nel 1942. In totale furono 42 gli esemplari che, nelle varie configurazioni simili, furono acquisiti ed utilizzati nel ruolo di aereo da trasporto leggero e da aereo da collegamento dove si ritenne necessario.

## Varianti
UC-72
ridesignazione militare di 12 Waco SRE equipaggiati con un motore radiale Pratt & Whitney R-985 -33 Wasp Junior da 400 hp (298 kW ).
UC-72A
ridesignazione militare di un Waco ARE equipaggiato con un motore radiale Jacobs R-915-1 (Jacobs L-6-1) da 300 hp (224 kW).
UC-72B
ridesignazione militare di quattro Waco EGC-8 equipaggiati con un motore radiale Wright R-760-E2 Whirlwind da 350 hp (261 kW).
UC-72C
ridesignazione militare di due Waco HRE equipaggiati con un motore radiale Lycoming R-680-9 da 300 hp (224 kW).
UC-72D
ridesignazione militare di due Waco VKS-7 equipaggiati con un motore radiale Continental R-670-3 (Continental W-670-3) da 240 hp (179 kW).
UC-72E
ridesignazione militare di quattro Waco ZGC-7 equipaggiati con un motore radiale Jacobs R-830-1 (Jacobs L-5-1) da 285 hp (213 kW).
UC-72F
ridesignazione militare di un Waco CUC-1 equipaggiato con un motore radiale Wright R-760E Whirlwind da 240 hp (179 kW).
UC-72G
ridesignazione militare di un Waco AQC-6 equipaggiato con un radiale Jacobs R-915-1 da 300 hp (224 kW).
UC-72H
ridesignazione militare di cinque Waco ZQC-6 equipaggiati con un motore radiale Jacobs R-830-1 da 285 hp (213 kW).
UC-72J
ridesignazione militare di tre Waco AVN-8 equipaggiati con un radiale Jacobs R-915-1 da 300 hp (224 kW).
UC-72K
ridesignazione militare di due Waco YKS-7 equipaggiati con un motore radiale Jacobs R-755-1 (Jacobs L-4-1) da 225 hp (168 kW).
UC-72L
ridesignazione militare di un Waco ZVN-8 equipaggiato con un motore radiale Jacobs R-830-1 da 285 hp (213 kW).
UC-72M
ridesignazione militare di due Waco ZKS-7 equipaggiati con un motore radiale Jacobs R-830-1 da 285 hp (213 kW), uno dei quali in seguito rimotorizzato con un Lycoming R-680-13 da 300 hp (224 kW).
UC-72N
ridesignazione militare di un Waco YOC-1 equipaggiato con un motore radiale Jacobs R-830-1 da 285 hp (213 kW).
UC-72P
ridesignazione militare di due Waco AGC-8 equipaggiati con un motore radiale Jacobs R-915-1 da 300 hp (224 kW).
UC-72Q
ridesignazione militare di un Waco ZQC-6 equipaggiato con un motore radiale Jacobs R-830-1 da 285 hp (213 kW).